# 251 av. J.-C.
Cette page concerne l'année 251 av. J.-C. du calendrier julien proleptique.

## Événements
- Janvier : Paséas, tyran de Sicyone, est assassiné par Nicoclès qui s’empare du pouvoir[1].
- 5 mai (21 avril du calendrier romain) : début à Rome du consulat de Caius Furius Pacilus  et Lucius Caecilius Metellus[2].
- Mai : Aratos, de retour d'exil, chasse le tyran Nicoclès de Sicyone[1]. La ville entre dans la Ligue achéenne dont elle prend la tête grâce à Aratos qui en devient le stratège en 245 av. J.-C.[3].
- Automne : en Chine, début du règne de Xiaowen, roi de Qin (fin en 250 av. J.-C.)[4].

- Regulus est libéré par le Sénat de Carthage pour négocier la paix. Il déconseille au Sénat romain de traiter et rentre à Carthage, où il meurt dans d’horribles tortures[5].

## Décès
- Marcus Atilius Regulus, homme politique et général romain.
- Zhaoxiang, roi de Qin.